# Мустаарбим
Мустаарабим (Мистааравим или Мустаарбим; араб. اليهود المستعربة‎, аль-яхуд-ам-мустаарибун, ивр. מִסְתַּעַרְבִים‎, мистаарвим) — арабоязычные евреи, которые жили на Ближнем Востоке и в Северной Африке до прибытия и интеграции ладиноговорящих сефардов (евреи из Испании и Португалии) после их изгнания из Испании в 1492 году. Это название было дано им европейскими евреями (сефардами и ашкеназами), поэтому в странах, где те не селились (например, в Йемене), это название не использовалось.
Обычаи мустаарабим несколько отличались от обычаев сефардов, отчего после прибытия последних на святую землю иногда возникали разногласия; например, касательно определения года шмиты. При этом во многих городах и те, и другие жили одной общиной и подчинялись одному религиозному лидеру.
До конца XV века иерусалимских евреев перед властями представляли «старцы»-мустаарабим (ивр. זקנים‎, также «шуйух-аль-яхуд»). Они ведали религиозными и финансовыми вопросами. Постепенно, с увеличением сефардского населения, эта должность стала символической, а лидерами общины стали парнасы-сефарды.